# Peter Buchenau
Peter Buchenau (* 6. März 1962 in Wehr, Schwarzwald) ist ein deutscher Autor, Herausgeber, Schauspieler und Komiker.

## Leben
Buchenau arbeitete zunächst als Netzwerkspezialist, Projektleiter (Implementation Manager Europa) und schließlich als Führungskraft bei Konzernen im In- und Ausland, bis er 2002 ein eigenes Beratungsunternehmen gründete. Außerdem trat er als Redner auf. 2008 veröffentlichte er sein erstes Buch, den Anti-Stress-Trainer. Seitdem war Buchenau bei über 70 Büchern Herausgeber oder Mitautor.
Als Schauspieler steht er seit 2016 mit seinem Comedy-Kabarett-Programm Männerschnupfen auf der Bühne. Diese Show wurde über 800 mal gespielt. Seit 2019 ist er Moderator bei Würzburg Radio für die Shows Buchenaus-Autorentalk und Talk im Bett.
Seit 2009 hält er einen Lehrauftrag an der Hochschule Karlsruhe.
Im Januar 2021 wurde Buchenau beim Erfolgskongress 2021 mit dem Red Fox Award zum besten Redner 2021 in der Kategorie Vertrieb und Marketing ausgezeichnet.

## Veröffentlichungen
Chefsache-Reihe
- Chefsache Betriebskita (mit C. Moll, A. Rosenkranz). Gabler, 2014 ISBN 978-3-658-03590-7
- Chefsache Prävention I (Herausgeber). ISBN 978-3-658-03612-6
- Chefsache Prävention II (Herausgeber). ISBN 978-3-658-03614-0
- Chefsache Leisure Sickness. ISBN 978-3-658-05783-1
- Chefsache Gesundheit II (Herausgeber, S. 39–53). ISBN 978-3-658-06962-9
- Chefsache Frauen (Herausgeber, S. 75–97). ISBN 978-3-658-07498-2
- Chefsache Social Media Marketing (mit Domini). Gabler, 2015 ISBN 978-3-658-07508-8
- Chefsache Männer. ISBN 978-3-658-07510-1
- Chefsache: Best of 2014 / 2015. ISBN 978-3-658-08709-8
- Chefsache Weiterbildung. ISBN 978-3-658-10775-8
- Chefsache Nachhaltigkeit. ISBN 978-3-658-11072-7
- Chefsache Frauenquote. ISBN 978-3-658-12183-9
- Chefsache Vertriebseffizienz. ISBN 978-3-658-12446-5
- Chefsache Diversity Management. ISBN 978-3-658-12656-8
- Chefsache Frauen II. ISBN 978-3-658-14269-8
- Chefsache Intrinsische Motivation. ISBN 978-3-658-18306-6
- Chefsache Integrales Business mit Indien. ISBN 978-3-658-14659-7
- Chefsache Gesundheit 2te. Auflage. ISBN 978-3-658-16579-6
- Chefsache Erfolg. ISBN 978-3-658-18052-2
- Chefsache Menschlichkeit. ISBN 978-3-658-14661-0
- Chefsache Intuition. ISBN 978-3-658-14446-3
- Chefsache Präsenzielle Führung. ISBN 978-3-658-20464-8
- Chefsache Fachkräftesicherung. ISBN 978-3-658-17271-8
- Chefsache Digitalisierung 4.0. ISBN 978-3-658-15876-7
- Chefsache Veränderung. ISBN 978-3-658-14271-1
- Chefsache Interim Management (Herausgeber). ISBN 978-3-658-18050-8
- Chefsache Arbeitsrecht 1 (Herausgeber). ISBN 978-3-658-22699-2
- Chefsache Assistenz (Herausgeber). Gabler, 2019 ISBN 978-3-658-23489-8
- Chefsache Management 4.0 (Herausgeber), Gabler 2019 ISBN 978-3-658-14663-4----->
- Chefsache Zukunft (Herausgeber). Gabler, 2019 ISBN 978-3-658-26559-5
- Chefsache Sichtbarkeit (Herausgeber). Gabler, 2020 ISBN 978-3-658-30605-2
- Chefsache Strategisches Vertriebsmanagement (Herausgeber). Springer Gabler, 2022 ISBN 978-3-658-37379-5
- Chefsache Wissen (Herausgeber). Springer Gabler, 2023 ISBN 978-3-658-41706-2
- Chefsache Digitale Nachhaltigkeit (Herausgeber), Springer Gabler, 2023 ISBN 978-3-658-41158-9
- Chefsache Beirat (Herausgeber), Springer Gabler, 2025 ISBN 978-3-658-45642-9

Der Anti-Stress-Trainer-Reihe
- Der Anti-Stress-Trainer. Gabler, 2014 ISBN 978-3-658-02394-2
- Der Anti-Stress-Trainer für Mediziner, ISBN 978-3-658-12395-6 (Mitwirkender)
- Der Anti-Stress-Trainer für Führungsfrauen, ISBN 978-3-658-12397-0 (Mitwirkender)
- Der Anti-Stress-Trainer für Handelsvertreter (S. 1–13), ISBN 978-3-658-12454-0
- Der Anti-Stress-Trainer für Sportler, ISBN 978-3-658-12456-4 (Mitwirkender)
- Der Anti-Stress-Trainer für Polizisten, ISBN 978-3-658-12475-5
- Der Anti-Stress-Trainer für Vertriebler, ISBN 978-3-658-12476-2
- Der Anti-Stress-Trainer für Versicherungsmakler, ISBN 978-3-658-12482-3
- Der Anti-Stress-Trainer für Projektmanager, ISBN 978-3-658-15860-6
- Der Anti-Stress-Trainer für Lehrer, ISBN 978-3-658-15954-2
- Der Anti-Stress-Trainer für Betriebsräte (Herausgeber). Gabler, 2017 ISBN 978-3-658-16157-6

Die Löwen-Liga-Reihe
- Die Löwen-Liga: Tierisch leicht zu mehr Produktivität und weniger Stress (mit Zach Davis). Gabler, 2013 ISBN 978-3-658-00947-2
- Die Löwen-Liga: Wirkungsvoll führen, ISBN 978-3-658-05287-4
- Die Löwen-Liga: Verkaufen will gelernt sein, ISBN 978-3-658-05289-8
- Die Löwen-Liga: Der Weg in die Selbstständigkeit, ISBN 978-3-658-05420-5
- Die Löwen-Liga: Stolz schafft Erfolg, ISBN 978-3-658-09353-2
- Die Löwen-Liga: Fit für die Karriere (mit Simone Ines Lackerbauer, Zach Davis). Gabler, 2016 ISBN 978-3-658-12138-9

Weitere Werke
- Die Performer-Methode (mit Alexander Hofmann, Godela Tönnies). Gabler, 2012 ISBN 978-3-8349-6852-4
- Nur wer wagt, gewinnt. Linde, 2015 ISBN 978-3-7093-0593-5
- Nein gewinnt! Warum Ja-Sager verlieren. Gabler, 2015 ISBN 978-3-658-07701-3
- Burnout – Von Betroffenen lernen! (mit Manfred Nelting). Gabler, 2015 ISBN 978-3-658-07703-7
- Burnout 6.0 (mit Petra Wenzel). Bibliothek, 2012 ISBN 978-3-9813507-6-0
- Männerschnupfen (mit Simone Ines Lackerbauer u. a.). Springer, 2016 ISBN 978-3-658-10856-4
- Mach, was dein Herz dir sagt. Metropolitan. 2018 ISBN 978-3-96186-012-8
- Märchen für Macher. Midas management, 2020  ISBN 978-3-038-76532-5.
- Lebenswendepunkte: Orientieren – Fokussieren – Dranbleiben. Tredition, 2021 ISBN 978-3-347-34462-4
- Klopapier ist aus! Independently published, 2023 ISBN 979-8397523387
- Fuck You, Brustkrebs. Independently published, 2024 ISBN 979-8333283153
- Du kannst nicht nicht wirken! Independently published, 2025 ISBN 979-8294951085

Hörbücher
- Männerschnupfen, Profiler´s Publishing, 310 Min., gelesen von Lars-Haucke Martens, ISBN 978-3-945112-45-8
- Der Anti-Stress-Trainer: 10 humorvolle Soforttipps für mehr Gelassenheit, work:change, 173 Min., gelesen von Omid-Paul Eftekhari,
- Chefsache Sichtbarkeit, work:change, 463 Min.; gelesen von Max Hoffmann
- Mach, was dein Herz dir sagt, work:change, 347 Min., gelesen von Florian Clyde